# Skyline Express Airlines
Skyline Express Airlines (bis 2023 Azur Air Ukraine, bis 2015 UTair Ukraine) ist eine ukrainische Fluggesellschaft mit Sitz in Kiew. Sie ist eine Tochtergesellschaft der türkischen Anex Tourism Group.

## Geschichte
Skyline Express Airlines ist ein in Kiew ansässiges Unternehmen, das 2009 als Tochtergesellschaft der russischen Fluggesellschaft UTair unter dem Namen UTair Ukraine gegründet wurde. Im Rahmen der Ukraine-Krise und der damit einhergehenden sinkenden nationalen ukrainischen Nachfrage wurden die Inlandsflüge im Jahr 2014 gestrichen und internationale Charterflüge angeboten. Hiermit verbunden wurden die fünf Regionalflugzeuge des Typs ATR 72-500 verkauft.
Am 30. November 2015 übernahm der türkische Reiseveranstalter Anex Tour die Gesellschaft und firmierte sie zur Azur Air Ukraine um. Anex Tour plant 2016 mit den verbleibenden drei Boeing 737-800 zuerst in die Türkei, Ägypten und Spanien und später nach Bulgarien, Griechenland und Italien zu fliegen. Im März 2023 wurde das Unternehmen in Skyline Express Airlines umbenannt.

## Flotte
Mit Stand April 2025 besteht die Flotte der Skyline Express Airlines aus 13 Flugzeugen mit einem Durchschnittsalter von 25,0 Jahren:
| Flugzeugtyp      | Anzahl | bestellt | Anmerkungen                                                                   | Sitzplätze (Business/Eco) | Durchschnittsalter |
| ---------------- | ------ | -------- | ----------------------------------------------------------------------------- | ------------------------- | ------------------ |
| Boeing 737-800   | 03     |          | mit Winglets ausgestattet; eine inaktiv                                       | 189 (-/189)               | 25,3 Jahre         |
| Boeing 737-900ER | 01     |          | mit Winglets ausgestattet; inaktiv                                            | 215 (-/215)               | 15,9 Jahre         |
| Boeing 757-300   | 05     |          | mit Winglets ausgestattet; vier inaktiv; zwei betrieben für Mavi Gök Airlines | 280 (-/280) 275 (-/275)   | 25,2 Jahre         |
| Boeing 767-300ER | 03     |          | eine mit Winglets ausgestattet; inaktiv                                       | 334 (-/334) 324 (12/312)  | 29,7 Jahre         |
| Boeing 777-300ER | 01     |          |                                                                               | 531 (7/524)               | 18,0 Jahre         |
| Gesamt           | 13     | -        |                                                                               |                           | 25,0 Jahre         |